# Draganovo, Kărdjali
Draganovo (în bulgară Драганово) este un sat în comuna Cernoocene, regiunea Kărdjali,  Bulgaria. 

## Demografie
Componența etnică a satului Draganovo
     Turci (96,51%)
     Nicio identificare (3,48%)
     Altele (0%)
La recensământul din 2011, populația satului Draganovo era de 172 locuitori. Din punct de vedere etnic, majoritatea locuitorilor (96,51%) erau turci. Pentru 3,48% din locuitori nu este cunoscută apartenența etnică.